# Původní znění seriálu Simpsonovi
Původní znění seriálu Simpsonovi tvoří šest hlavních herců a řada stálých i hostujících herců. 
Hlavní dabérské obsazení tvoří Dan Castellaneta, Julie Kavnerová, Nancy Cartwrightová, Yeardley Smithová, Hank Azaria a Harry Shearer. Ve vedlejších rolích se objevují Alex Désert, Chris Edgerly, Pamela Haydenová, Grey DeLisle, Eric Lopez, Tress MacNeilleová, Kevin Michael Richardson a Maggie Roswellová a dříve také Russi Taylorová, Karl Wiedergott, Marcia Mitzmanová Gavenová, Doris Grauová, Susan Bluová, Jo Ann Harrisová a Christopher Collins. Mezi opakovaně hostující herce patří Marcia Wallaceová, Phil Hartman, Jon Lovitz, Joe Mantegna a Kelsey Grammer. S výjimkou epizody Dědovo dědictví jsou v titulcích epizod uvedeni pouze dabéři, nikoli postavy, které namluvili. 
Stanice Fox i produkční štáb chtěli v prvních sezónách utajit jejich identitu, přičemž odmítli zveřejnit fotografie nahrávajících dabérů. Stanice nakonec v epizodě Dědovo dědictví odhalila, které role jednotliví herci ztvárnili, protože dle producentů by měli dabéři za svou práci dostat uznání. Každý z hlavních dabérů získal cenu Emmy za mimořádný hlasový výkon. Posledním členem obsazení, který cenu vyhrál, byl Harry Shearer, který ji získal v roce 2014 za epizodu Čtyři chyby a jeden pohřeb. Castellaneta a Azaria získali čtyři ceny, Kavnerová, Cartwrightová, Smithová, Shearer, Wallaceová, Grammer a hostující Jackie Mason získali po jedné ceně Emmy.

## Stálé obsazení
Castellaneta a Kavnerová byli požádáni, aby namluvili hlavní role Homera a Marge Simpsonových, protože byli stálými členy štábu The Tracey Ullman Show, ve které se objevily krátké filmy Simpsonových. Cartwrightová se zúčastnila konkurzu na roli Lízy, ale zjistila, že Líza byla jednoduše popsána jako „prostřední dítě“ a v té době neměla příliš velkou osobnost. Poté se začala více zajímat o roli Barta, a tak ji tvůrce Simpsonových Matt Groening nechal vyzkoušet si místo toho tuto roli a poté, co ji slyšel číst, jí práci na místě svěřil.
Smithová byla původně požádána castingovou režisérkou Bonitou Pietilovou, aby se zúčastnila konkurzu na roli Barta, ale Pietilová si poté uvědomila, že Smithová má příliš vysoký hlas, a Smithová místo toho dostala roli Lízy. Když byl seriál objednán na celou půlhodinovou sérii, Shearer se připojil k dabérům a ztvárnil několik rolí. Groening a Sam Simon požádali Shearera, aby se připojil k obsazení, protože byli fanoušky jeho rozhlasového pořadu. Azaria byl v první sezóně pouze hostujícím dabérem, ale stále se objevuje již od 2. řady. Poprvé se objevil v epizodě Hezkej večer, kde namluvil repliky Christophera Collinse jako Vočka Szyslaka. Jelikož se připojil později než zbytek obsazení, Groening Azariu stále považuje za „nováčka“.
Až do roku 1998 dostávalo šest hlavních dabérů 30 000 dolarů za epizodu. V roce 1998 se pak dostali do sporu o plat, v němž jim společnost Fox hrozila, že je nahradí novými dabéry, a zašla tak daleko, že připravovala obsazení nových hlasů. Záležitost se však brzy vyřešila a v letech 1998–2004 jim bylo vypláceno 125 000 dolarů za epizodu. V roce 2004 dabéři záměrně vynechali několik společných čtení epizod a požadovali, aby jim bylo vypláceno 360 000 dolarů za epizodu. Stávka byla vyřešena o měsíc později a až do roku 2008 si vydělávali něco mezi 250 000 a 360 000 dolary za epizodu. V roce 2008 byla produkce 20. série pozastavena kvůli novému vyjednávání o smlouvě s dabéry, kteří chtěli „zdravý nárůst “ platu na částku blížící se 500 000 dolarů za epizodu. Spor byl brzy vyřešen a plat dabérů byl zvýšen na 400 000 dolarů za epizodu.
V roce 2011 společnost Fox oznámila, že kvůli finančním potížím není schopna pokračovat v produkci Simpsonových podle stávající smlouvy a že pokud nedojde ke snížení platů, může seriál skončit. Pro vyjednávání studio požadovalo, aby dabéři přijali snížení svých platů o 45 %, aby mohly být po 23. sérii natočeny další série, jinak by tato série byla poslední. Nakonec se studio a dabéři dohodli, že bude přijato snížení platu o 30 %, tedy na něco málo přes 300 000 dolarů za epizodu, čímž se seriál prodlouží do 30. sezóny. Kromě dabérů si snížili plat i všichni, kteří se na seriálu podíleli.
V roce 2020 bylo oznámeno, že hlasy postav tmavé barvy pleti budou namlouvat, stejně jako v Griffinových či sitcomu Big Mouth, pouze afroameričtí herci. Ve 32. řadě tak došlo k přeobsazení dabérů postav, jako jsou doktor Dlaha, Apu, Čmeláčí muž či policista Lou.
| Dabéři                                    | Postavy |
| ----------------------------------------- | --- |
| Dan Castellaneta                          | Homer Simpson, Abraham Simpson, Šáša Krusty, Barney Gumble, školník Willie, Joe Quimby, Spasitel, Hans Krtkovic, Mel, Itchy, Jeremy Freedman, Gil Gunderson, modrovlasý právník, bohatý Texasan, Kodos, Louie, Arnie Pye, Bill, Mr. Teeny, Scott Christian, Charlie, Gary, Lance Murdock, Martin Prince starší, Frank Nelson-Type, kadeřník Jake, Poochie, Leopold, Hyman Krustofsky, Frankie Práskač, Lugash, Jack Marley                                                                                   |
| Julie Kavnerová                           | Marge Simpsonová, Patty Bouvierová, Selma Bouvierová, Jacqueline Bouvierová, Barbara Van Horne, Skvělá máma |
| Nancy Cartwrightová                       | Bart Simpson, Maggie Simpsonová, Nelson Muntz, Ralph Wiggum, Kearney Zzyzwicz, Todd Flanders, Rod Flanders, Database, Richard, Lewis Clark, osmerčata Nahasapímapetilonových, Brittany Brockman |
| Yeardley Smithová                         | Líza Simpsonová, Maggie Simpsonová, Eliza Simpsonová, Angelica Buttonová, babička Flandersová, Cecile Shapirová |
| Hank Azaria                               | Vočko Szyslak, Clancy Wiggum, Apu Nahasapímapetilon, Carl Carlson, Komiksák, Lou, profesor Frink, Cletus Spuckler, Gary Chalmers, Haďák, Horatio McCallister, Kirk Van Houten, Raphael, Čmeláčí muž, Luigi Risotto, stařec žid, Disco Stu, Nick Riviera, Duffman, Drederick Tatum, Julio Franco (do 31. řady), Johnny Tightlips, Krup, Legs, Akira, Frank Grimes, Gunter, „Razítko prosím“, veterinář, Khlav Kalash Vendor                                                                                   |
| Harry Shearer                             | pan Burns, Waylon Smithers, Ned Flanders, Seymour Skinner, Lenny Leonard, Kent Brockman, Reverend Lovejoy, Julius Dlaha, Otto Mann, Jasper Beardsley, Scratchy, Rainier Wolfcastle, Dewey Largo, soudce Snyder, Kang, Marty, Marvin Monroe, bůh, George H. W. Bush, Herman, Dave Shutton, J. Loren Pryor, Sanjay Nahasapímapetilon, Cesar, Tom Brokaw, Harlan Dondelinger, Benjamin, Richard Nixon, Ronald Reagan, Legs, Radioaktivní muž, Jebediáš Springfield, pan Bouvier, Ernst, Nedward Flanders starší |
| Pamela Haydenová (1989–dosud)             | Milhouse Van Houten, Jimbo Jones, Rod Flanders, Todd Flanders, Janey Powellová, Sarah Wiggumová, Malibu Stacyová, Patches, Ruth Powersová, Wendell Borton, Lewis Clark, Richard, Lois Pennycandy, Mona Simpsonová, Dolph, Amber Simpsonová, Allison Taylor, Capri Flandersová, Miss Springfield, Weasle, Ham |
| Tress MacNeilleová (1990–dosud)           | Agnes Skinnerová, Dolph, Brandine Spucklerová, Lindsey Naegleová, Kočičí dáma, Cookie Kwanová, Bernice Dlahová, paní Muntzová, paní Glicková, Manjula Nahasapímapetilonová, kuchařka Doris, Shauna, Miss Springfield, slečna Albright, Kozarela, Opal, Kumiko Nakamura, Gino Terwilliger, Poor Violet, Ginger Flanders, Brunella Pommel |
| Karl Wiedergott (1998–2010)               | Legs, Bill Clinton, Jimmy Carter, Michael Jackson, žabák Kermit, Ned Flanders (1 díl) |
| Maggie Roswellová (1990–1999, 2002–dosud) | Maude Flandersová, Helena Lovejoyová, Elizabeth Hooverová, Luann Van Houtenová, princezna Kashmir, Mary Baileyová, Lewis Clark, Richard, Martha Quimbyová, Mona Simpsonová, Sylvia Winfieldová, Jahůdka |
| Russi Taylorová (1990–2019)               | Martin Prince, Sherri a Terri, Üter Zörker, Wendell Borton, Lewis |
| Alex Désert (2020–dosud)                  | Carl Carlson, Lou (od 32. řady) |
| Kevin Michael Richardson (2009–dosud)     | Julius Dlaha, soudce Snyder (od 32. řady), dříve různé vedlejší postavy |
| Doris Grau (1991–1997)                    | kuchařka Doris, různé vedlejší postavy |
| Grey DeLisle (2019–dosud)                 | Martin Prince, Sherri, Terri, Üter Zörker (od 31. řady) |
| Marcia Mitzman Gaven (1999–2002)          | Maude Flandersová, Helena Lovejoyová, Elizabeth Hooverová |
| Christopher Collins (1989–1990)           | pan Burns |
| Eric Lopez (2020–dosud)                   | Čmeláčí muž (od 32. řady) |
| Tony Rodriguez (2021–dosud)               | Julio Franco |
| Chris Edgerly (2011–dosud)                | různé postavy |
| Jo Ann Harris (1989–1992)                 | různé postavy |
| Susan Blu (1990)                          | různé postavy |
| Rob Paulsen (2021–dosud)                  | bude oznámeno |

## Opakovaně hostující dabéři
| Dabéři                             | Postavy | Poznámka |
| ---------------------------------- | --- | --- |
| Marcia Wallaceová (1990–2013)      | Edna Krabappelová | Po smrti Wallaceové v roce 2013 byla Edna Krabappelová ze seriálu vyřazena. |
| Phil Hartman (1991–1998)           | Troy McClure, Lionel Hutz, Tlustý Tony (1 díl)                                                                           | Po smrti Hartmana v roce 1998 byli McClure and Hutz ze seriálu vyřazeni. |
| Joe Mantegna (1991–dosud)          | Tlustý Tony | |
| Maurice LaMarche (1995, 2006–2018) | Cap'n Crunch, Toucan Sam, různé vedlejší postavy                                                                         | Od roku 1995 se LaMarche objevil v několika menších rolích. |
| Frank Welker (1991–2002, 2014)     | Spasitel, Sněhulka, další zvířata                                                                                        | V letech 1991–2002 se objevil v mnoha hostujících rolích. Po Welkerově odchodu ze seriálu, kdy požádal o zvýšení platu, protože ho z hlasů bolelo v krku, se o zvířecí hlasy stará Dan Castellaneta. |
| Kelsey Grammer (1990–dosud)        | Levák Bob | |
| Jon Lovitz (1991–dosud)            | Artie Ziff, profesor Lombardo, Aristotle Amadopolis, Jay Sherman, Llewellyn Sinclair, paní Sinclairová, Enrico Irritazio | |
| Jane Kaczmareková (2001–2010)      | soudkyně Konstance Krutá                                                                                                 | |
| Albert Brooks (1990–2021)          | Hank Scorpio, Jacques Brunswick, kovboj Bob, Tab Spangler, Brad Goodman, Russ Cargill                                    | |
| Glenn Close (1995–dosud)           | Mona Simpsonová | |
| Jackie Mason (1991–dosud)          | Hyman Krustofsky | V několika epizodách postavu nadaboval Dan Castellaneta. |
| Jan Hooksová (1997–2002)           | Manjula Nahasapímapetilonová                                                                                             | Hooksová je původním hlasem Manjuly, posléze ji začala dabovat Tress MacNeilleová. |
| Stephen Hawking (1999–2010)        | on sám | Ze všech hostujících hvězd, které se v pořadu objevily, se Hawking objevil nejčastěji. |

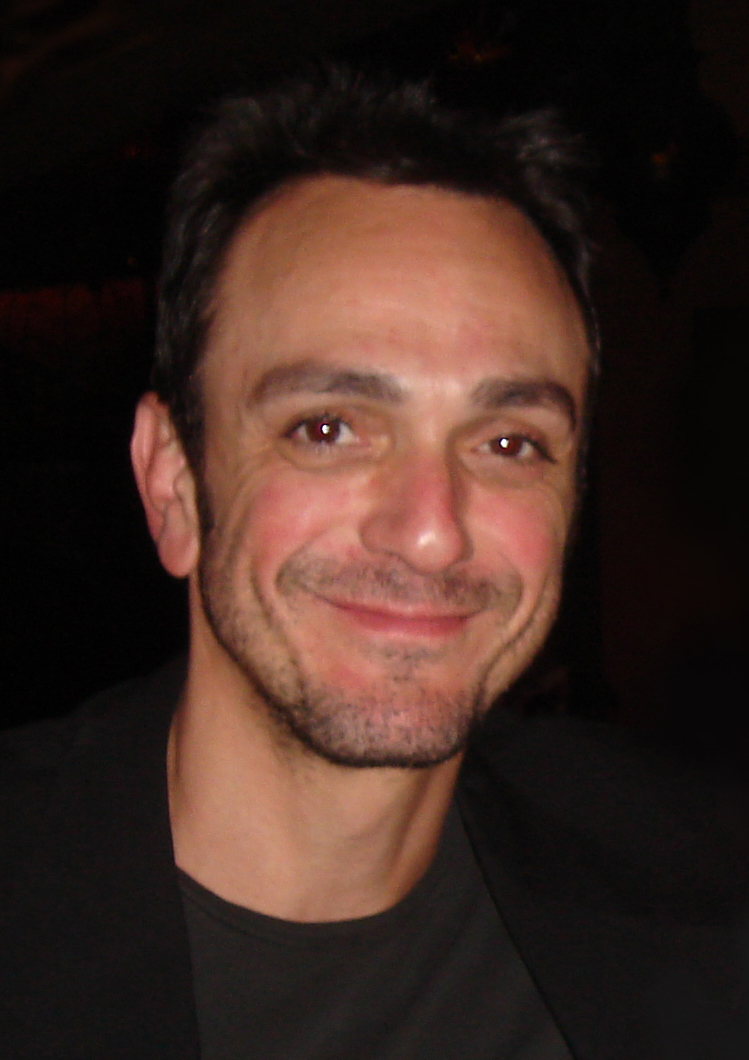
Hank Azaria
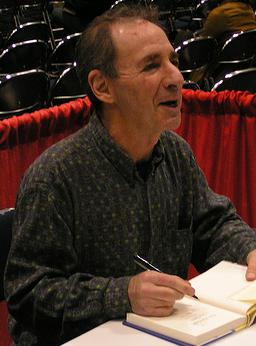
Harry Shearer
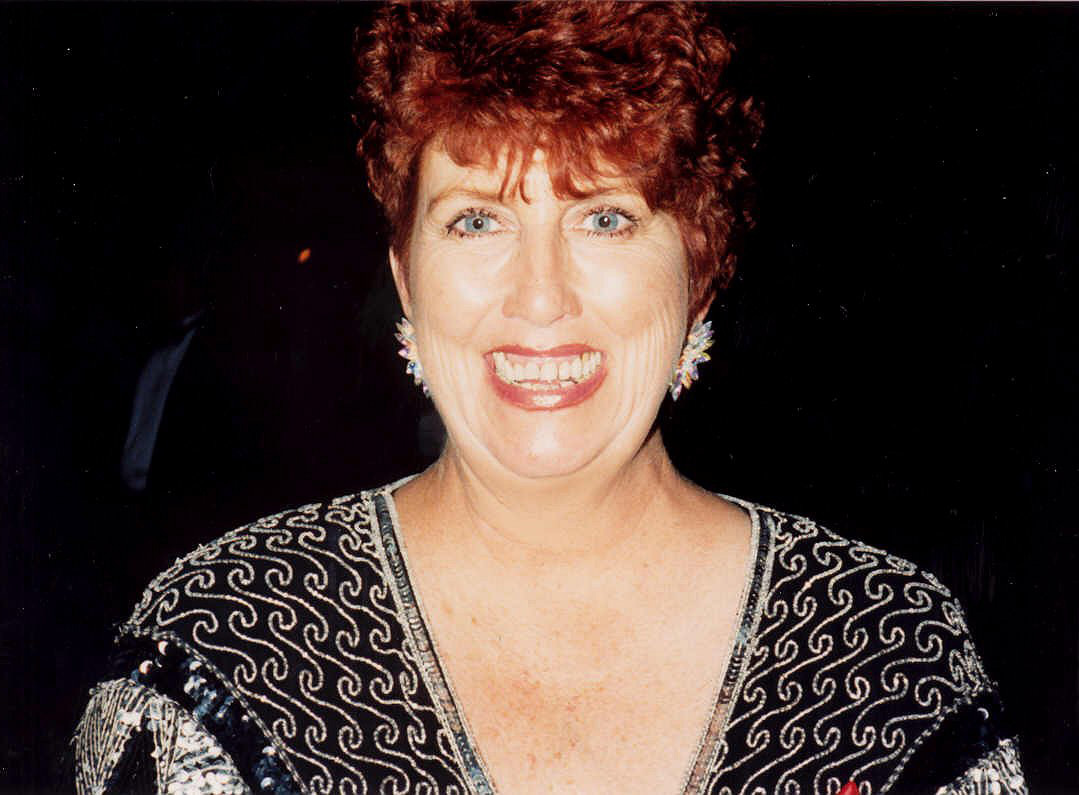
Marcia Wallaceová
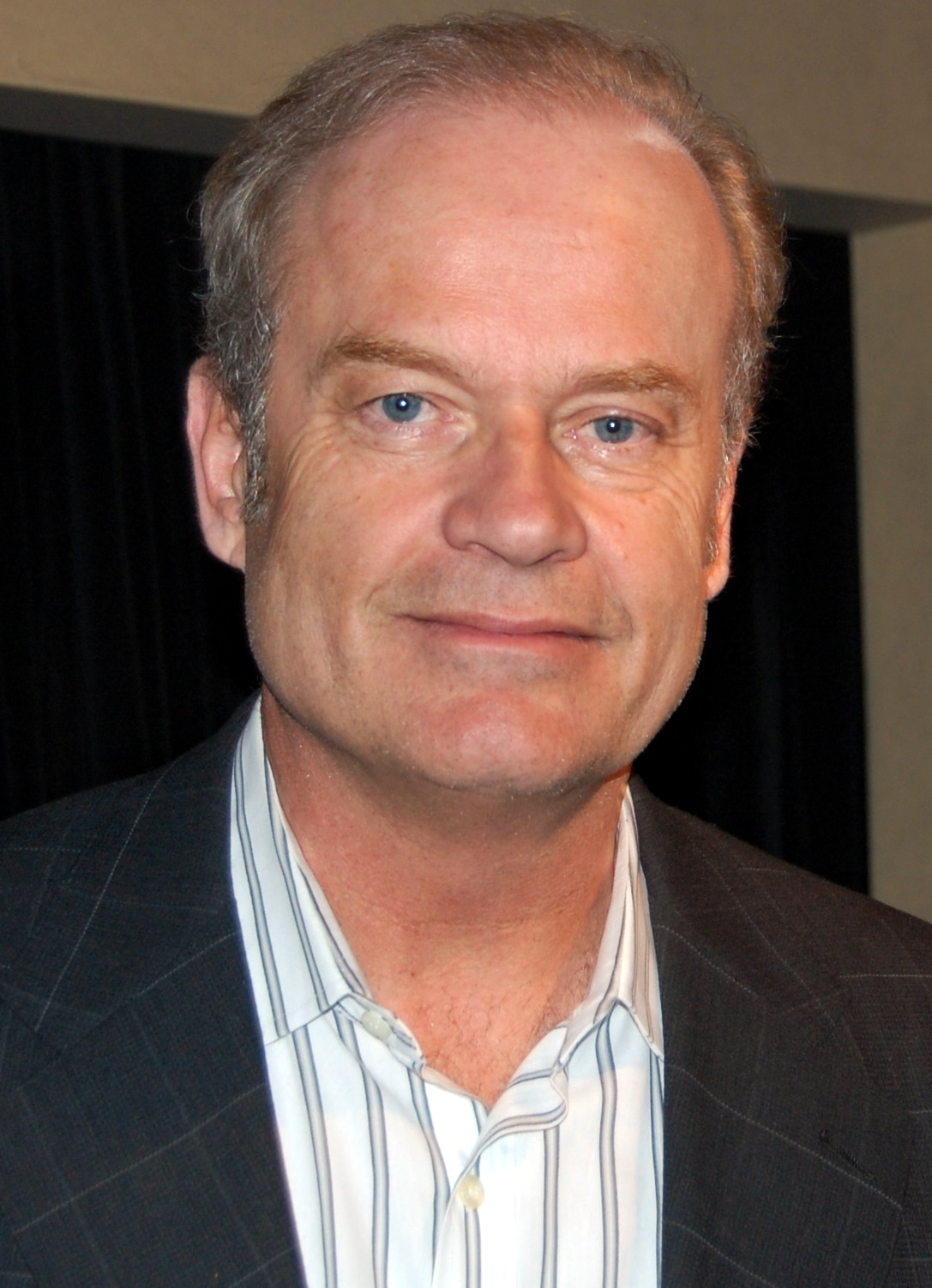
Kelsey Grammer
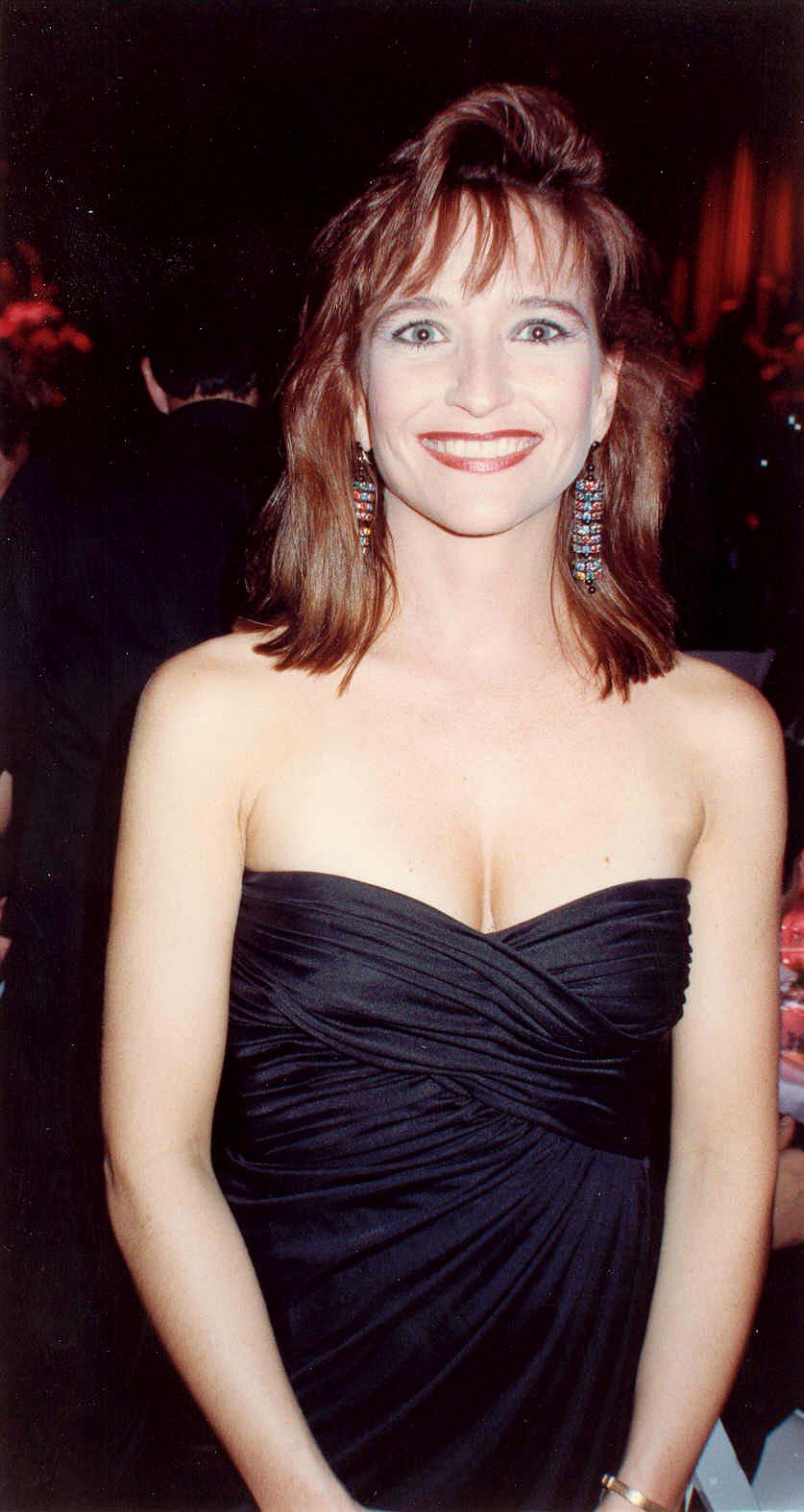
Jan Hooksová
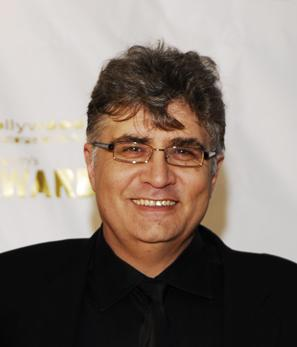
Maurice LaMarche